# Драгославец
Драгославец је насељено место у саставу општине Свети Јурај на Брегу у Међимурској жупанији, Хрватска. До територијалне реорганизације у Хрватској налазио се у саставу старе општине Чаковец.

## Становништво
На попису становништва 2011. године, Драгославец је имао 404 становника.

## Попис1991.
На попису становништва 1991. године, насељено место Драгославец је имало 417 становника, следећег националног састава:
| Попис 1991.‍ | Попис 1991.‍ | Попис 1991.‍ | Попис 1991.‍ | Попис 1991.‍ |
| ----------- | ----------- | ----------- | ----------- | ----------- |
|             |             |             |             |             |
| Хрвати      | Хрвати      |             | 403         | 96,64%      |
| Словенци    | Словенци    |             | 5           | 1,19%       |
| Македонци   | Македонци   |             | 2           | 0,47%       |
| Југословени | Југословени |             | 1           | 0,23%       |
| Муслимани   | Муслимани   |             | 1           | 0,23%       |
| непознато   | непознато   |             | 5           | 1,19%       |
| укупно: 417 |             |             |             |             |